# Gillis van Coninxloo

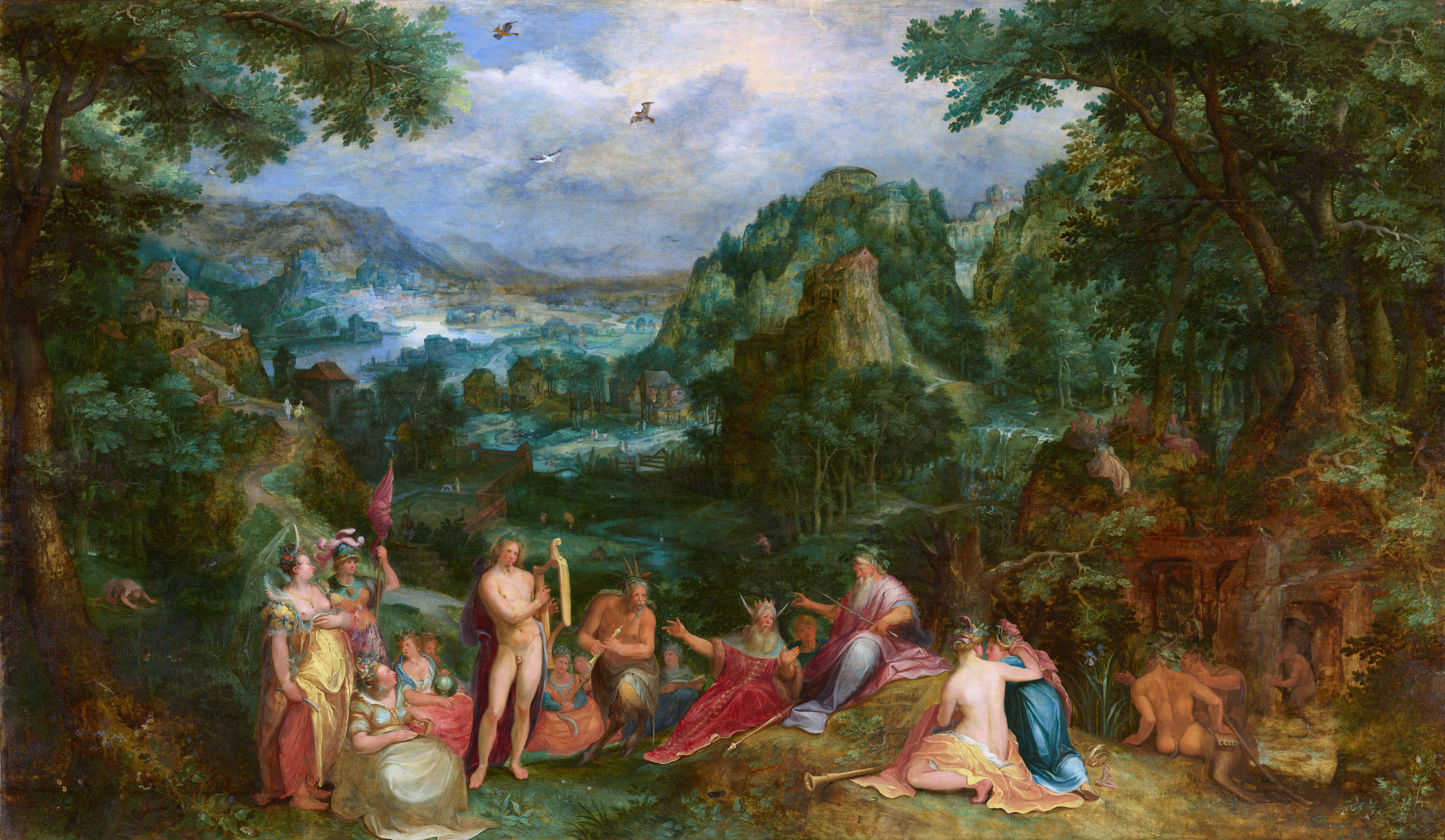
Landschap met het oordeel van Midas, 1588 (Ovidius, Metamorfoses, XI, 174), Staatliche Kunstsammlungen Dresden

Gillis van Coninxloo (Antwerpen, 1544 – Amsterdam, 1606) was een Zuid-Nederlands landschapschilder.

## Leven
Volgens Carel van Mander was Gillis van Coninxloo in zijn geboortestad een leerling van achtereenvolgens Pieter Coecke van Aelst de Jonge, Lenaert Kroes en Gillis Mostaert, waarna hij in 1570 toetrad tot het Antwerpse Sint-Lucasgilde.
Na de val van Antwerpen in 1585 zag hij zich als protestant genoodzaakt de stad te verlaten en hij vestigde zich in het protestante bolwerk Frankenthal in de Palts in Duitsland. Daar waren nog andere landschapschilders werkzaam, die samen bekend zijn geworden als de Frankenthaler Schule, waarvan Gillis van Coninxloo de voornaamste representant was. In 1595 vestigde Gillis zich echter definitief in Amsterdam.

## Werk
Gillis van Coninxloo was de eerste belangrijke schilder van boslandschappen en heeft als zodanig veel invloed gehad op de landschapschilderkunst. Voorheen was het panoramische vergezicht overheersend geweest. In de late zestiende eeuw gaat men zich meer interesseren voor nabijgelegen landschappelijke elementen, zoals een open plek in het bos. Deze verschuiving is zichtbaar in het werk van bijvoorbeeld Jan Brueghel de Oude en Paul Bril.
In Frankenthal schilderde Coninxloo nog voornamelijk panoramische coulisselandschappen. Hier behoorden Pieter Schoubroeck en Anton Mirou tot zijn kring. In Amsterdam ontstonden vervolgens zijn boslandschappen, gekenmerkt door een lage horizon, grillige bomengroepen en in het algemeen een groter realisme. Hiermee luidde hij een rijke traditie in die via Paul Bril en Jan Brueghel voerde tot schilders als Abraham Govaerts, Alexander Keirincx, Denijs van Alsloot, Gijsbrecht Leytens en Roelant Savery.